# Владислав Цешинский
Владислав Цешинский (пол. Władysław cieszyński); (1325/1331― май 1355) — силезский принц из цешинской линии династии Силезских Пястов.

## Биография
Владислав был старшим сыном князя Казимира I Цешинского  (1280/1290―1358) и Евфимии Мазовецкой (1311—1364). С рождения Владислав воспитывался как наследник своего отца. 
Владислав Цешинский, безусловно, принадлежал к тем князьям, которые к лучшему или худшему связывали свою карьеру со службой у могущественного монарха. Его отец был верным союзником королей Чехии из дома Люксембургов и отправил своего сына к чешскому королевскому двору. Владислав установил прекрасные отношения с королем Карлом, благодаря чему с 1347 года и до своей смерти  силезский принц присутствовал на всех основных мероприятиях чешского двора. Поэтому неудивительно, что в начале 1354 года Владислав был назначен судьей королевского двора.
Когда 10 ноября 1354 года Карл Люксембурсгкий призвал своих вассалов присоединиться к нему в поездке в Рим, где он должен был короноваться императорской короной, Владислав был одним из ближайших сподвижников будущего императора. Он упоминается во многих документах дома Люксембургов этого периода. Конечно, Владислав был в первой линии присутствующих на императорской коронации 5 апреля 1355 года в Риме.
Однако многообещающая карьера Владислава внезапно и неожиданно оборвалась. Последний раз принц упоминается в документе, датированном 15 мая 1355 года, и вскоре после этого он неожиданно скончался в Пизе. Обстоятельства смерти цешинского князя были описаны итальянским хронистом Маттео Виллани: по его словам, польский князь Стефан (очевидно, имя ошибочное, но из контекста ясно, что это мог быть только Владислав) отправился с частью чешской свиты во Флоренцию, где Владислав был удостоен высоких почестей от императора. После банкета, устроенного в его честь, принц тяжело заболел и вскоре после возвращения в Пизу умер. Смерть его юного фаворита глубоко тронула Карла IV, так что он решил немедленно покинуть Италию. Это действие вызвало бунт против императора, который был жесток оподавлен.
Была ли эта смерть естественной или нет? Основываясь на свидетельствах Маттео Виллани, сделать однозначный вывод сложно. Возможно, причиной отравления Владислава было желание побудить императора покинуть Италию, чтобы избежать такой же участи, что в конечном счете и  произошло.
Существует также остросюжетная версия смерти принца цешинского, согласно которой он был убит во время антиимперских беспорядков в Пизе, спасая жизнь Карлу IV, но эта история не имеет подтверждения и отвергается большинством историков.
Общепринятой считается версия, что Владислав Цешинский, судья императорского двора Карла IV, умер в Пизе в мае 1355 года в результате отравления. Останки Владислава так и не вернулись в Цешин; он был похоронен в Пизанском соборе, где в XV веке все еще стояла его хорошо сохранившаяся надгробная плита.